# Кошаркашка репрезентација Азербејџана
Кошаркашка репрезентација Азербејџана представља Азербејџан на међународним кошаркашким такмичењима.
Азербејџан је од 1920. до 1991. био у саставу Совјетског Савеза, па су азербејџански кошаркаши у том периоду наступали за репрезентацију Совјетског Савеза.

## Учешћа на међународним такмичењима

### Олимпијске игре
Није учествовала

### Светска првенства
Није учествовала

### Европска првенства
Није учествовала